# ミュージックキャラバン
『ミュージック・キャラバン』はTBSラジオの番組内で放送されていた音楽コーナー。1970年代放送の『TBS それ行け!歌謡曲』から2000年代放送の『ストリーム』までの32年間、コーナーは各番組に継承された。
1970年代に久米宏と平野レミのコンビで始まり30年以上続いた長寿コーナー。三井物産食品グループが長年提供として付いていた。

## 『ミュージック・キャラバン』を内包した番組
- 1970年10月5日 - 1979年4月6日 ：『TBS それ行け!歌謡曲』
- 1979年4月9日 - 1983年9月29日 ：『大沢悠里ののんびりワイド』
- 1983年10月3日 - 1985年4月4日 ：『大沢悠里のがんばってますかー!昼はまるごと歌謡曲』
- 1985年4月8日 - 1986年4月4日 ：『スーパーワイドぴいぷる』
- 1986年4月 - 1987年9月 ：『一慶の歌謡大放送』
- 1987年10月 - 1989年3月 ：『生島ヒロシ いきいき大放送』
- 1989年4月 - 1990年3月 ：『タケロー幸せ気分で』 - 「タケローキャラバン・ディスカバータウン」として放送。
- 1990年4月 - 1991年3月 ：『それゆけ洋七元気丸!』
- 1991年4月 - 1992年9月 ：『気になるワイド 鈴木順のまんなかラジオ』 - 火、金のみ放送。
- 1992年10月 - 1993年9月 ：『関谷浩至と花の東京応援団』- 月～木曜／『佐藤正宏と花の東京応援団』 - 金曜　火、金のみ放送。
- 1993年10月 - 1994年9月 ：『林美雄アフタヌーン 〜オーレ!チンタラ歌謡族』 - 火、金のみ放送。
- 1994年10月 - 1995年9月 ：『ダントツ林の午後はどーんとマインド!』
- 1995年10月 - 1997年3月 ：『北野誠の大胆!ヒルマーノ 』- 月～木曜／『渡辺正行の大胆!ヒルマーノ』 - 金曜
- 1997年4月 - 1997年12月 ：『痛快ときめきバラエティ 北野誠の突撃ラジオ』 - 月～木曜／『痛快ときめきバラエティ バズーカ山寺のうたきんダイナマイト!!』 - 金曜
- 1998年1月 - 1999年5月 ：『松崎菊也のいかがなものか!?』
- 1999年5月 - 2000年3月 ：『新世紀ラジオ 歌え!ドンキホーテ』
- 2000年4月 - 2001年9月 ：『松尾雄治のピテカンワイド』
- 2001年10月1日 - 2002年9月：『ストリーム』- 2002年9月をもってコーナー終了。2002年10月からは『サウンド・パティスリー』にリニューアルした。

## 終了時の番組内容
最末期である『ストリーム』時代では、火曜日と金曜日は「街角トライアスロン」と題して各地のスーパーマーケットからの公開放送を行い、主婦4人をゲームで戦わせ、優勝者に現金のつかみ取りをさせた。1990年代なかばまでは「ミュージックキャラバン」の企画はすべてこれだったが、いつしか週2回に縮小された。司会は山口ひろかず（コント山口君と竹田君）と、曜日ごとに別のTBSアナウンサー（山内あゆ、海保知里、竹内香苗ら）。
この企画に限っては、野球中継などで『ストリーム』が放送休止となっても決して中止されることはなく、15時から単独の番組として放送（『ストリーム』のパーソナリティ・松本ともこはスタンバイしているが出演せず、代理のアナウンサーがスタジオ担当を務める）。また、2002年6月14日のFIFAワールドカップ日本戦のためにやむなく放送できないときは別の曜日に行った。 
TBSのスタジオからの放送となる場合は、月曜日は洋楽紹介（末期には「サウンドストリーム・音楽の玉手箱」というタイトルがつく）、水曜日はリスナーのメールの紹介、木曜日は「マッピーセレクション」だった。 
2002年9月をもって終了し、後枠は平日通してスタジオからの放送となる「サウンドパティスリー」となる。このうち金曜日については、先述の「マッピーセレクション」を引き継いだ「大人買い」という企画となった。

## 参考
- ラジオ東京スピリッツ（番組公式サイト） - 各年代の当時のラジオ番組表が資料として公開されている。

| スタブアイコン | サブスタブ | この項目は、まだ閲覧者の調べものの参照としては役立たない、ラジオ番組に関連した書きかけの項目です。この項目を加筆・訂正などしてくださる協力者を求めています（P:ラジオ/PJ:放送番組）。 |